# Phostria celsusalis
Phostria celsusalis is een vlinder uit de familie van de grasmotten (Crambidae). De wetenschappelijke naam van de soort is voor het eerst gepubliceerd in 1927 door William Schaus.
De soort komt voor op de Filipijnen (Luzon).